# هامفری مارشال
هامفری مارشال (به انگلیسی: Humphrey Marshall) سناتور سابق عضو حزب فدرالیست (آمریکا) بود. وی در سال ۱۷۹۵ تا ۱۸۰۱ میلادی سناتور ایالت کنتاکی در سنای ایالات متحده آمریکا بود.